# Vince Mendoza

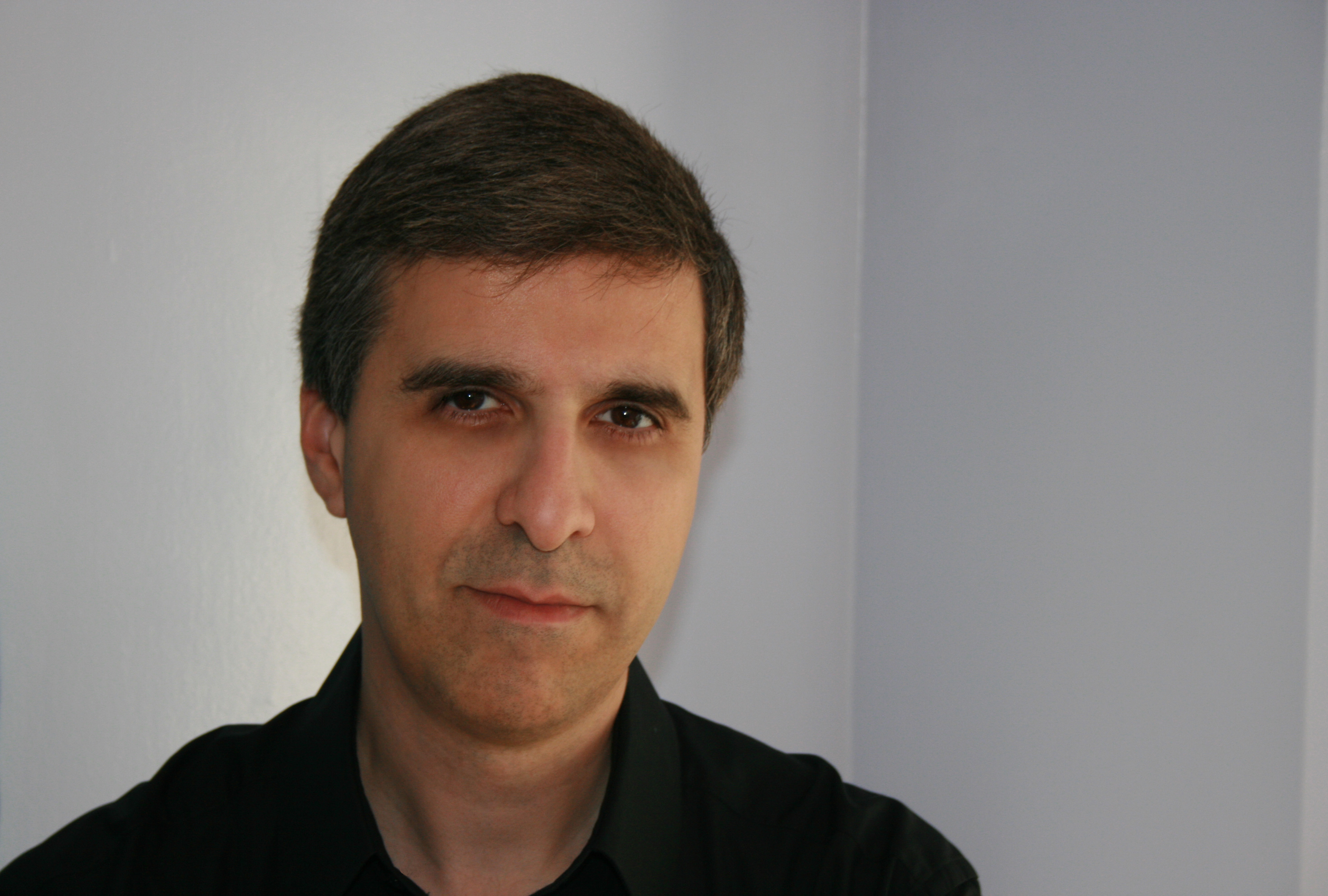
Vince Mendoza

Vince Mendoza (* 17. November 1961 in Norwalk, Connecticut) ist ein US-amerikanischer Jazzmusiker (Keyboard), Komponist und Arrangeur.

## Leben und Wirken
Mendoza spielte während seiner Highschool-Zeit Trompete. Er studierte Komposition an der Ohio State University und vervollkommnete seine Ausbildung durch ein Kompositions- und Dirigierstudium an der University of Southern California. In dieser Zeit lernte er den Schlagzeuger Peter Erskine kennen, mit dessen Band das Album „Transition“ entstand. In der Folgezeit komponierte und arrangierte er noch mehrere Titel für Erskine. Auch arrangierte er für die Yellowjackets („Greenhouse“, 1991).
Mit großem Erfolg erschienen bei Blue Note Records seine ersten beiden Soloalben Start Here und Instructions Inside. Durch seine Arbeit mit der WDR Big Band in Köln wurde er in Europa als Komponist und Arrangeur bekannt; die CD The Vince Mendoza / Arif Mardin Project: Jazzpaña (1992) brachte die Auszeichnung mit dem „German Jazz Award“ und ihm eine Grammy-Nominierung für das beste Instrumental-Arrangement. In der Folgezeit spielten Musiker wie Gary Burton, Pat Metheny, Michael Brecker, Charlie Haden, Andy Narell, Kurt Elling und John Abercrombie seine Kompositionen und Arrangements ein.
Seine Zusammenarbeit mit dem Metropole Orkest der Niederlande begann 1995 mit einem Projekt mit dem Saxophonisten Bob Mintzer. Als Erster Gastdirigent des Orchesters arbeitete er mit Musikern wie Elvis Costello, Herbie Hancock und The Brecker Brothers zusammen, 2005 wurde er Chefdirigent und künstlerischer Leiter. Er arrangierte die Musik für dutzende Jazzalben und für legendäre Songwriter wie Björk, Chaka Khan, Al Jarreau, Jane Monheit, Bobby McFerrin und Joni Mitchell. Für die Neubearbeitung von Both Sides, Now für Joni Mitchell erhielt er 2001 einen Grammy, einen weiteren 2004 für den Song Woodstock. Das Orchesterarrangement zum Album Swing When You’re Winning von Robbie Williams stammen ebenso von ihm wie das zu Lars von Triers Film Dancer in the Dark.
Daneben komponierte Mendoza für Fernsehproduktionen (und wurde für den Emmy-Award nominiert) sowie für klassische Ensembles und Orchester. Das Turtle Island String Quartet, das Debussy Trio und die Berliner Philharmoniker spielten seine Kompositionen. 1999 erschien sein Album „Epiphany“ mit dem London Symphony Orchestra.

## Diskografische Hinweise

### Alben unter eigenem Namen
- 1989 – Vince Mendoza (Vince Mendoza)
- 1990 – Start Here (World Pacific)
- 1991 – Instructions Inside (Blue Note)
- 1992 – mit Arif Mardin: Jazzpaña (ACT, DE: Gold (German Jazz Award))[1]
- 1993 – Sketches (Blue Jackel)
- 1999 – mit dem London Symphony Orchestra: Epiphany (Zebra)
- 2008 – Blauklang (ACT)

### Mit dem Metropole Orkest
- 2009 – El viento – The García Lorca Project (ACT)
- 2009 – Trijntje Oosterhuis, Best of Burt Bacharach Live (EMI/Blue Note)
- 2009 – Jim Beard, Revolutions (Sunnyside)
- 2010 – Chris Minh Doky, Larry Goldings & Peter Erskine, Scenes from a Dream (Red Dot Music)
- 2010 – John Scofield, 54 – ausgezeichnet mit einem Grammy in der Kategorie „Best large Jazz ensemble album“
- 2011 – Nights on Earth (Art of Groove)

### Alben als Begleitmusiker
- 1986 – Peter Erskine: Transition (Denon)
- 1988 – John Abercrombie: Getting There (ECM)
- 1989 – John Abercrombie: Animato (ECM)
- 1991 – Peter Erskine: Sweet Soul (Fuzzy Music)
- 1993 – Jimmy Haslip: Arc (GRP)